# ジェラルド・キング
ジェラルド・キング（Gerard King、1972年11月25日 - ）は、アメリカ合衆国の元バスケットボール選手。NBAのサンアントニオ・スパーズ、ワシントン・ウィザーズなどでプレーし、1999年のスパーズ優勝メンバーである。ルイジアナ州ニューオーリンズ出身。身長206cm、体重104kg。

## 経歴
ニコラス州立大学でプレーし、その後1995年からUSBL、CBA、ユーロリーグでプレーし、1998年バスケットボール世界選手権アメリカ合衆国代表として銅メダルを獲得した。NBAには1999年サンアントニオ・スパーズに入団し優勝メンバーとなった。